# Carlos Bondy
Carlos Bondy Tellería (Lima, 1853 - Lima, 17 de abril de 1925) fue un marino peruano. Participó en la Guerra del Pacífico, correspondiéndole un importante papel en el hundimiento del transporte artillado Loa, frente al Callao.

## Biografía
Fue hijo de Félix Bondy e Inés Tellería. Ingresó a la Escuela Naval, graduándose de guardiamarina y pasando a servir en la armada nacional. Tras una estancia en Francia, retornó al Perú en 1868.
Luego de un breve servicio en la marina mercante, en septiembre de 1869 pasó a servir en la fragata Independencia, pasando en diciembre del mismo año al vapor transporte Chalaco, nave que fue comisionada para partir al Estrecho de Magallanes para ayudar el remolque de los monitores Manco Cápac y Atahualpa, que venían desde Luisiana, en los Estados Unidos. En tal misión, pasó a bordo del monitor Atahualpa y a su regreso al Callao en mayo de 1870, fue ascendido a alférez de fragata. Se embarcó en la fragata Independencia, en julio de ese año, pero en noviembre fue dado de baja y borrado del escalafón, por protestar por su incorporación como alumno en la reinaugurada Escuela Naval.
Al estallar en abril de  1879 la Guerra del Pacífico fue reincorporado a la marina como alférez de fragata graduado, embarcándose nuevamente en la fragata Independencia. Tras el encallamiento de esta nave en Punta Gruesa, en mayo de 1879, pasó a servir  al transporte Rímac y luego al Oroya. Integró además la brigada torpedista, que ensayaba un arma por entonces novedosa en el Perú: el torpedo. Principalmente, actuó en la defensa del Callao. 
Tomó parte activa en el hundimiento del transporte artillado chileno Loa, ocurrido frente al Callao, el 3 de julio de 1880. Para tal efecto ayudó al ingeniero Manuel Cuadros en la fabricación de torpedos y planeó minuciosamente la estrategia para lograr el objetivo. Primeramente, Bondy simuló avanzar para romper el bloqueo del Callao, logrando llamar la atención del Loa. Enseguida, se retiró con los suyos a bordo de un bote, dejando abandonada una balandra con las velas desplegadas y cargada al tope de frutas, aves y algunos sacos, que escondían una bomba a base de dinamita. Los chilenos mordieron la carnada y procedieron a transbordar el cargamento de la balandra al Loa, pero al remover el último bulto se activó el mecanismo de la bomba, que estalló y produjo el hundimiento casi instantáneo de la nave, pereciendo su capitán Juan Guillermo Peña y 118 tripulantes. Algunos sobrevivientes fueron recogidos por los pobladores peruanos. 
Una similar estrategia se usó contra  la goleta Covadonga, en la costa de Chancay, el 13 de septiembre de 1880. En esta acción murió el comandante chileno Pablo de Ferrari y 31 de los 109 hombres de tripulación.
Como reconocimiento a su actuación, Bondy fue ascendido a teniente primero, pero quedó sin colocación cuando la escuadra peruana fue hundida por sus propios tripulantes, durante los últimos estertores de la defensa de Lima (15 de enero de 1881).  Finalizada la guerra, fue declarado Benemérito de la Patria, el 2 de mayo de 1885. No obstante, optó por dejar el servicio.
Durante los años de la postguerra fue subprefecto de Lima y de Islay. El 14 de marzo de 1914 se le expidió cédula de retiro, siendo ascendido a capitán de corbeta el 23 de diciembre de 1916. Sus restos reposan en la Cripta de los Héroes en el Cementerio Presbítero Matías Maestro.
De personalidad ilustrada, publicó traducciones literarias en la revista El Oasis (1885). Estuvo casado con Margarita Guerra del Valle.